# Discografie van André Hazes jr.
Hieronder volgt de discografie van de Nederlandse zanger André Hazes jr., met name zijn albums, zijn nummers met een notering in een hitlijst en zijn Top 2000-noteringen 

## Albums
| Album                                  | Verschijnen       | Label         | Hitlijsten | Hitlijsten | Hitlijsten | Hitlijsten | Opmerkingen                     |
| Album                                  | Verschijnen       | Label         | BE (VL)    | BE (VL)    | NL         | NL         | Opmerkingen                     |
| Album                                  | Verschijnen       | Label         | Piek       | Weken      | Piek       | Weken      | Opmerkingen                     |
| -------------------------------------- | ----------------- | ------------- | ---------- | ---------- | ---------- | ---------- | ------------------------------- |
| Van jou, voor jou (met Roxeanne Hazes) | 24 september 2010 | EMI           | 7          | 18         | 8          | 8          | Studioalbum                     |
| Samen solo (met Roxeanne Hazes)        | 30 maart 2012     | EMI           | 14         | 14         | 16         | 6          | Studioalbum                     |
| Mijn beste vriend                      | 25 april 2014     | Hazes Records | 24         | 14         | 38         | 5          | Studioalbum                     |
| Leef                                   | 11 maart 2016     | Dino Music    | 3          | 137        | 2          | 35         | Studioalbum / Goud in België    |
| Wijzer                                 | 19 mei 2017       | Dino Music    | 11         | 105        | 1 (1 wk)   | 63         | Studioalbum / Goud in Nederland |
| Anders                                 | 28 september 2018 | Dino Music    | 3          | 82         | 1 (1 wk)   | 20         | Studioalbum / Goud in Nederland |
| Kerst met André Hazes                  | 22 november 2018  | Dino Music    | 12         | 8          | 84         | 1          | Studioalbum                     |
| Een gouden kerst                       | 2 december 2019   | Dino Music    | 83         | 3          | —          | —          | Studioalbum                     |
| Thuis                                  | 18 september 2020 | Dino Music    | 1 (8 wk)   | 31         | 1 (1 wk)   | 7          | Studioalbum                     |

## Singles
| Lied | Verschijnen       | Album                           | Hitlijsten | Hitlijsten | Hitlijsten  | Hitlijsten  | Hitlijsten   | Hitlijsten   | Opmerkingen                             |
| Lied | Verschijnen       | Album                           | BE (VL)    | BE (VL)    | NL (Top 40) | NL (Top 40) | NL (Top 100) | NL (Top 100) | Opmerkingen                             |
| Lied | Verschijnen       | Album                           | Piek       | Weken      | Piek        | Weken       | Piek         | Weken        | Opmerkingen                             |
| --- | ----------------- | ------------------------------- | ---------- | ---------- | ----------- | ----------- | ------------ | ------------ | --------------------------------------- |
| Bedankt mijn vriend (met André Hazes)                                                                            | 28 september 2007 | Samen met Dré (van André Hazes) | —          | —          | 1 (3wk)     | 11          | 1 (2wk)      | 15           |                                         |
| Dat weet je | 11 mei 2009       | —                               | —          | —          | —           | —           | 18           | 8            |                                         |
| Soms doet 't zo'n pijn (met Roxeanne Hazes)                                                                      | 25 juni 2010      | Van jou, voor jou               | —          | —          | —           | —           | 12           | 6            |                                         |
| Zeg maar niets meer (met Christoff)                                                                              | 8 maart 2013      | —                               | 33         | 4          | —           | —           | —            | —            |                                         |
| Mijn beste vriend                                                                                                | 25 november 2013  | Mijn beste vriend               | tip45      | —          | —           | —           | —            | —            |                                         |
| Een laatste kans                                                                                                 | 18 april 2014     | Mijn beste vriend               | tip59      | —          | tip26       | —           | —            | —            |                                         |
| Ik leef mijn eigen leven                                                                                         | 3 oktober 2014    | —                               | —          | —          | tip8        | —           | 30           | 3            | Platina in Nederland                    |
| Leef | 26 juni 2015      | Leef                            | 3          | 28         | —           | —           | 93           | 2            | Dubbelplatina in Nederland en in België |
| Niet voor lief                                                                                                   | 30 oktober 2015   | Leef                            | tip77      | —          | —           | —           | —            | —            |                                         |
| Wat is de waarheid                                                                                               | 8 februari 2016   | Leef                            | tip        | —          | —           | —           | —            | —            |                                         |
| Hé ouwe | 26 augustus 2016  | Leef                            | tip        | —          | tip14       | —           | —            | —            |                                         |
| Ik haal alles uit het leven                                                                                      | 13 januari 2017   | Wijzer                          | tip        | —          | tip16       | —           | —            | —            | Goud in Nederland                       |
| Steeds weer | 28 april 2017     | Wijzer                          | tip        | —          | tip6        | —           | —            | —            |                                         |
| Wie kan mij vertellen                                                                                            | 21 juli 2017      | Wijzer                          | tip        | —          | tip12       | —           | —            | —            | Goud in Nederland                       |
| Vrienden (met Marco Borsato, Nick & Simon, Diggy Dex, VanVelzen, Jeroen van Koningsbrugge en Xander de Buisonjé) | 19 januari 2018   | —                               | —          | —          | tip7        | —           | —            | —            |                                         |
| Later komt de spijt                                                                                              | 29 juni 2018      | Anders                          | tip        | —          | —           | —           | —            | —            |                                         |
| Anders | 14 september 2018 | Anders                          | tip        | —          | —           | —           | —            | —            |                                         |
| Geef me alles | 28 september 2018 | Anders                          | tip        | —          | —           | —           | —            | —            |                                         |
| Deze kerst ben ik bij jou                                                                                        | 30 november 2018  | Kerst met André Hazes           | tip9       | —          | —           | —           | —            | —            |                                         |
| Verslaafd aan jou (live in Ahoy)                                                                                 | 18 januari 2019   | Anders                          | tip        | —          | tip16       | —           | —            | —            |                                         |
| Dat is mijn kind niet (met Frenna)                                                                               | 26 april 2019     | —                               | —          | —          | —           | —           | 31           | 5            |                                         |
| Maar wij gaan door                                                                                               | 23 augustus 2019  | Thuis                           | tip        | —          | tip14       | —           | —            | —            |                                         |
| Verlangen naar jou (met Glennis Grace)                                                                           | 10 januari 2020   | Een gouden kerst, Thuis         | tip        | —          | —           | —           | —            | —            |                                         |
| Het maakt niet uit                                                                                               | 30 maart 2020     | Thuis                           | tip28      | —          | —           | —           | —            | —            |                                         |
| Ik wil jou | 6 april 2020      | Thuis                           | tip32      | —          | —           | —           | —            | —            |                                         |
| Doe het licht maar uit                                                                                           | 13 april 2020     | Thuis                           | 44         | 3          | —           | —           | —            | —            |                                         |
| Als je alles weet                                                                                                | 27 april 2020     | Thuis                           | tip31      | —          | —           | —           | —            | —            |                                         |
| Voor altijd | 4 mei 2020        | Thuis                           | tip17      | —          | —           | —           | —            | —            |                                         |
| Een doodgewone man                                                                                               | 12 juni 2020      | Thuis                           | tip38      | —          | tip15       | —           | —            | —            |                                         |
| Proosten op het leven                                                                                            | 4 september 2020  | Thuis                           | tip17      | —          | —           | —           | —            | —            |                                         |
| Thuis | 13 november 2020  | Thuis                           | tip        | —          | —           | —           | —            | —            |                                         |
| Getekend voor het leven                                                                                          | 18 december 2020  | Thuis                           | tip10      | —          | —           | —           | —            | —            |                                         |
| Kleine grote vriend (met John Ewbank)                                                                            | 30 april 2021     | —                               | tip        | —          | tip22       | —           | —            | —            |                                         |
| Deel van mij | 7 april 2023      | Op mijn lijf geschreven         | —          | —          | tip20       | —           | —            | —            |                                         |

## NPO Radio 2 Top 2000
| Nummer met noteringen in de NPO Radio 2 Top 2000 | '17  | '18 | '19 | '20 | '21 | '22 | '23 | '24 |
| ------------------------------------------------ | ---- | --- | --- | --- | --- | --- | --- | --- |
| Leef                                             | 1684 | 152 | 179 | 256 | 603 | 889 | 910 | 845 |

1. ↑  Een vetgedrukt getal geeft de hoogste notering aan.
2. ↑  2017 was het eerste jaar met een notering voor dit nummer.